# Resolutie 246 Veiligheidsraad Verenigde Naties
Resolutie 246 van de Veiligheidsraad van de Verenigde Naties is een resolutie van de VN-Veiligheidsraad die op 14 maart 1968 met unanimiteit werd aangenomen. De Veiligheidsraad riep Zuid-Afrika opnieuw op de illegale rechtszaken tegen gevangenen uit Zuidwest-Afrika stop te zetten.

## Achtergrond
Zuid-Afrika had na de Eerste Wereldoorlog een mandaat gekregen om Zuidwest-Afrika, het huidige Namibië, te besturen. Daar kwam tegen de jaren zestig verzet tegen. Zeker nadat Zuid-Afrika een politiek van apartheid begon te voeren, kwam er ook internationaal verzet, en in 1968 beëindigde de Verenigde Naties het mandaat. Zuid-Afrika weigerde Namibië te verlaten en hun verdere aanwezigheid werd door de VN illegaal verklaard.

## Inhoud
De Veiligheidsraad:
- Herinnert aan resolutie 245;
- Neemt in consideratie resolutie 2145 van de Algemene Vergadering;
- Bevestigt het grondrecht van de bevolking van Zuidwest-Afrika op vrijheid en onafhankelijkheid;
- Merkt op dat alle lidstaten zich aan het grondvest dienen te houden;
- Is ernstig bezorgd over het feit dat de regering van Zuid-Afrika zich niet houdt aan resolutie 245;
- Merkt het memorandum over illegale rechtszaken in Zuidwest-Afrika op en een brief van de president van de VN-raad voor Zuidwest-Afrika;
- Is zich bewust van zijn verantwoordelijkheid ten aanzien van Zuidwest-Afrika;

1. Veroordeelt de Zuid-Afrikaanse regering voor het negeren van resolutie 245 en de autoriteit van de VN, waarvan het land lid is;
2. Eist dat de Zuid-Afrikaanse regering de illegale gevangenen vrijlaat;
3. Roept alle staten op, mee te werken met de Veiligheidsraad;
4. Roept alle staten op hun invloed te gebruiken om Zuid-Afrika te bewegen zich aan de resolutie te houden;
5. Besluit dat in het geval dat Zuid-Afrika niet meewerkt met de resolutie, de Veiligheidsraad onmiddellijk opnieuw zal vergaderen over de te nemen stappen;
6. Verzoekt secretaris-generaal U Thant de naleving van de resolutie te observeren en verslag uit te brengen aan de Veiligheidsraad;
7. Besluit actieve interesse in het onderwerp te houden.

## Verwante resoluties
- Resolutie 245 Veiligheidsraad Verenigde Naties

Lijst ·  245 ·  246 ·  247 ·  248 ·  249 ·  250 ·  251 ·  252 ·  253 ·  254 ·  255 ·  256 ·  257 ·  258 ·  259 ·  260 ·  261 ·  262